# Jacek Protasiewicz

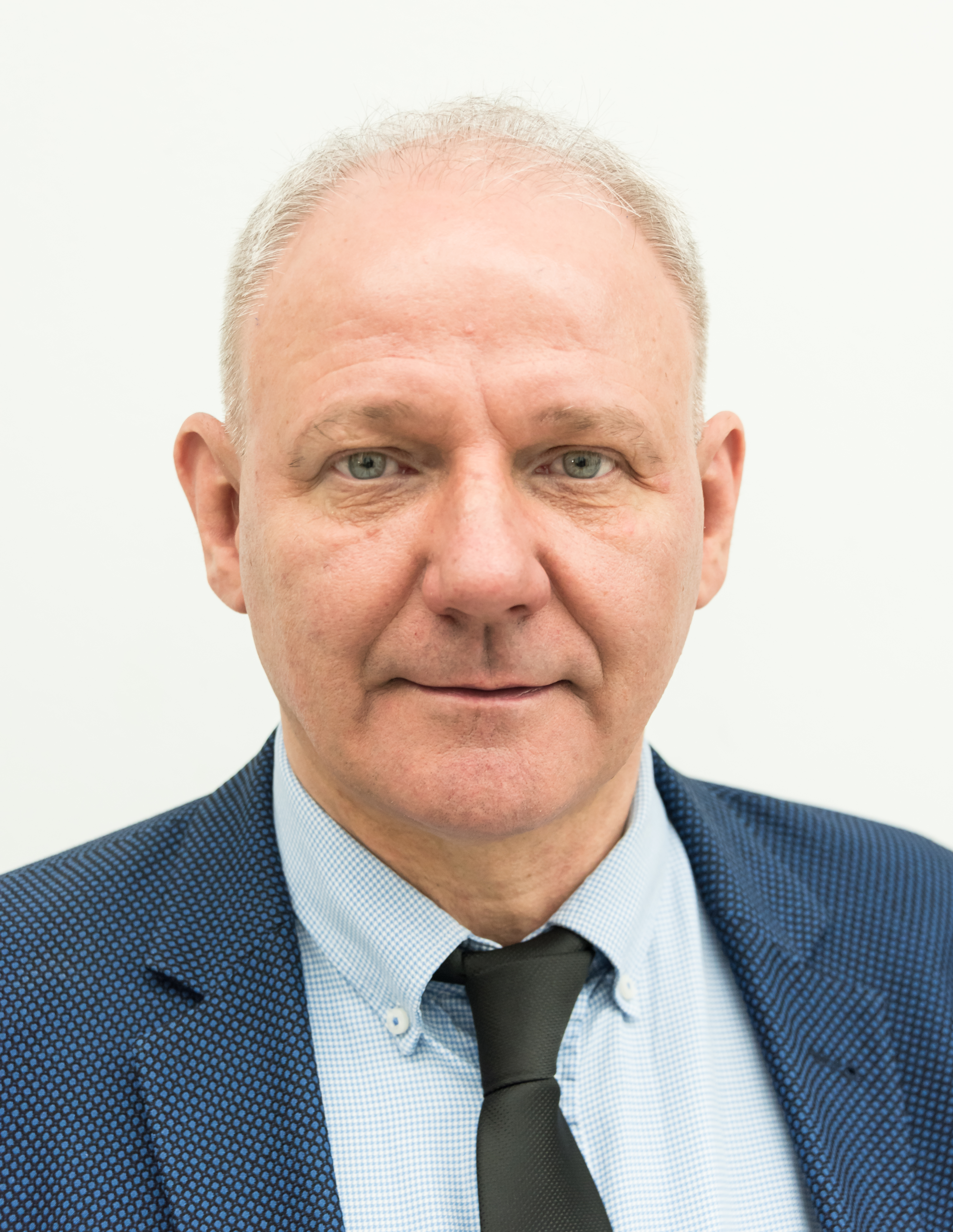
Jacek Protasiewicz (2023)

Jacek Protasiewicz (* 5. Juni 1967 in Brzeg) ist ein polnischer Politiker der Bürgerplattform.
Protasiewicz besuchte die Universität Breslau. Er arbeitete zunächst als Pressesprecher des Woiwoden der Woiwodschaft Breslau, als Assistent des Vorsitzenden des Rates der Stadt Breslau, als Direktor des Büros für Öffentlichkeitsarbeit und Zusammenarbeit mit dem Ausland der Stadtverwaltung Breslau und als Pressesprecher der Stadt Breslau.
Protasiewicz war Mitglied des Landesvorstands und Vorsitzender des Regionalverbands Breslau des Liberal-Demokratischen Kongresses, danach Vorstandsmitglied der Unia Wolności und deren Vorsitzender in der Region Breslau und von 2001 an Vorstandsmitglied der Bürgerplattform und ihr Vorsitzender in Breslau. Für die Unia Wolności gehörte er einige Jahre dem Sejmik der Woiwodschaft Niederschlesien an, wo er von 1998 bis 2001 Vorsitzender des Ausschusses für Fremdenverkehr, Sport und Erholung  und der Fraktion war. Von 2001 bis 2004 war er Mitglied der Sejm. 2004 wurde er Beobachter, später Mitglied im Europäischen Parlament. Von 2012 bis 2014 war er dort Vizepräsident des Parlaments, davor war er Vorsitzender der Delegation für die Beziehungen zu Belarus.
Am 25. Februar 2014 soll Protasiewicz auf dem Flughafen Frankfurt Main im alkoholisierten Zustand zwei Zollbeamte beleidigt haben. Am 1. März 2014 trat er dann von seinen Posten als Leiter des Europawahlkampfs der Bürgerplattform und Vorsitzender von deren Abgeordneten im Europäischen Parlament zurück. Am 8. März 2014 verzichtete er auf Teilnahme in den Wahlen zum Europäischen Parlament am 25. Mai 2014.